# Retention (Wasserwirtschaft)

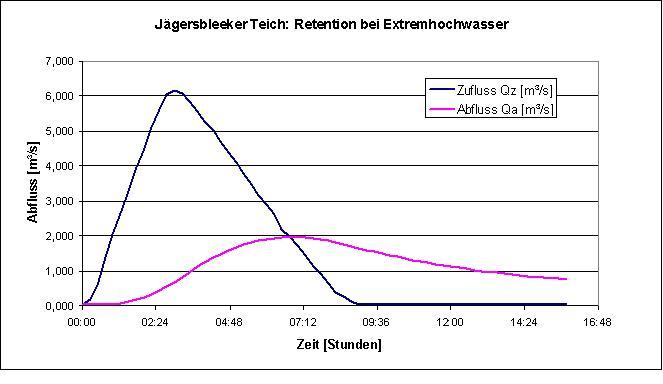
Retention an einer Talsperre mit hohem Ausbaugrad (=Großer Stauraum bei kleinem Einzugsgebiet): Während im Zulauf (blau) die Hochwasserwelle in der Spitze 6 Kubikmeter pro Sekunde erreicht, wird im Ablauf (rot) des Sees die Spitze verzögert und um zwei Drittel gedämpft.

Retention (lateinisch retinere ‚zurückhalten‘) ist unter anderem ein Begriff aus der Wasserwirtschaft. Sie bewirkt eine Dämpfung von Hochwasserwellen und kommt in natürlichen Seen und Talsperren vor. Im kleineren Maßstab kann Retention auch bei längeren Flüssen vorkommen.
Außerdem beschreibt das Wort die durch Bodenschichten entstehende Filterung von Regenwasser, bevor dies in das Grundwasser gelangt. Siehe dazu Bodenwasser.

## Seeretention
Die Retention funktioniert bei überlaufenden Talsperren wie auch bei natürlichen Seen wie folgt: Zu Beginn des Hochwassers hat der See oder Stauraum einen bestimmten niedrigen Stand. Kommt es nun zu einer Erhöhung des Zulaufes, so steigt der Wasserspiegel im See an und erst dann kann eine erhöhte Wassermenge über den Überlauf/Ablauf ablaufen. Die Menge des in dem erhöhten Wasserspiegel gespeicherten Wassers bildet den unbeherrschbaren Hochwasserschutzraum. Nach dem Hochwasser sinkt der Wasserspiegel wieder; während dieses Zeitraumes gibt der See mehr Wasser ab, als ihm zuläuft.
Neben einer deutlichen Dämpfung der Hochwasserwelle sorgt die Retention auch für eine Verzögerung der Abflussspitze. Aufgrund der Retention können Talsperren auch bei in Betrieb befindlicher Hochwasserentlastungsanlage (Überlauf) ein Hochwasser noch stark dämpfen.
Grundsätzlich gilt für die Seeretention:
- Je größer die Oberfläche des Sees und je kleiner das Einzugsgebiet ist, umso größer ist die Retentionswirkung.
- Je schmaler und höher der Ablauf/Überlauf ist, umso höher ist die Retentionswirkung.
- Bei kleinen Seen mit großem Einzugsgebiet kann die Retention auch auf null zurückgehen.

## Retention an Flüssen

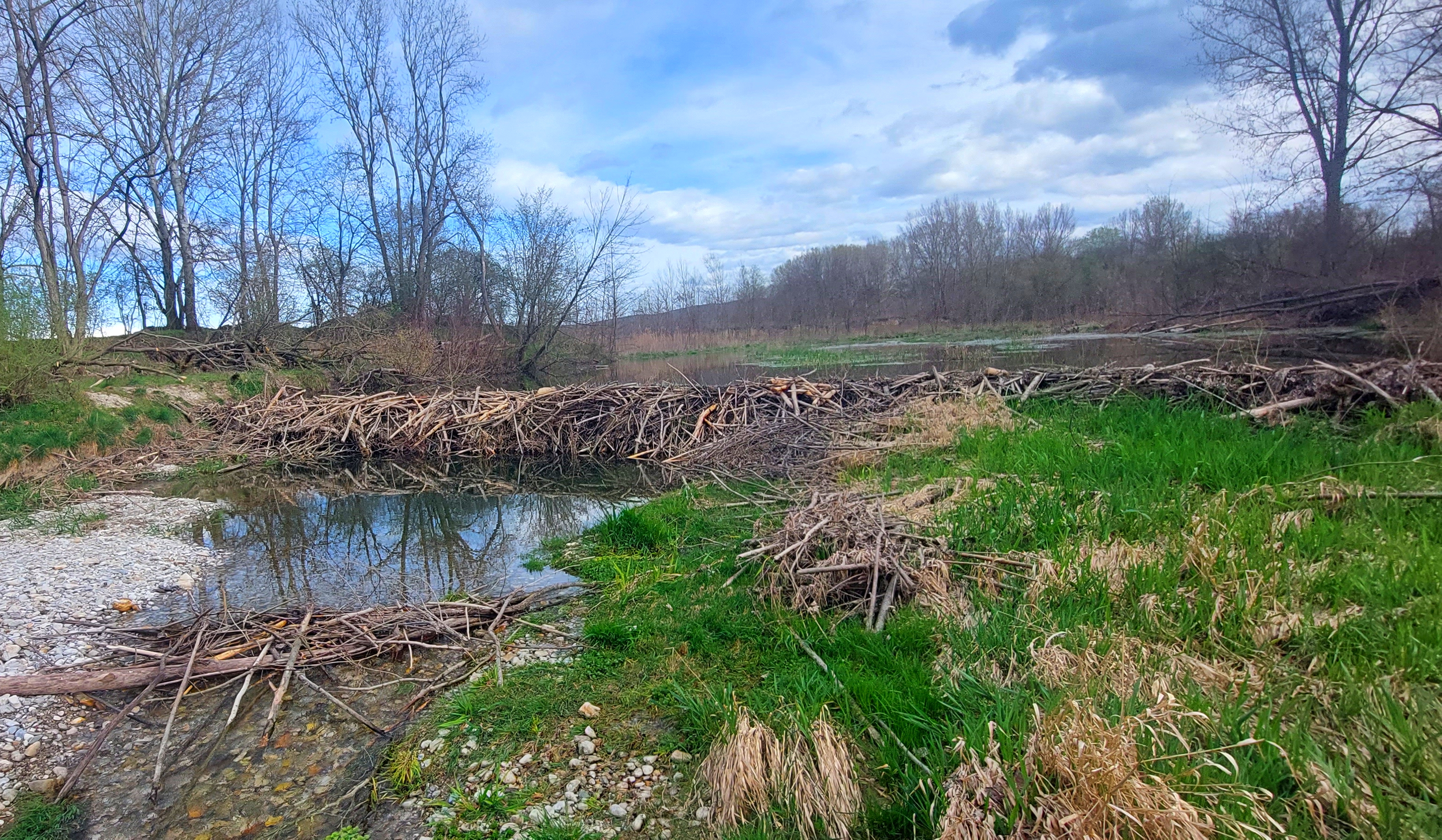
Vom Biber errichteter Damm in der Leitha. Man erkennt deutlich den schmalen Flusslauf unterhalb des Biberdamms im Vergleich zu dem breiten Flachwasserbereich oberhalb. Das Eingraben des Flusses (--> Eindeichung) wird verhindert, er fließt langsamer, Sedimente lagern sich ab, das Flussbett wird flacher und bildet auf natürliche Weise Retentionsraum.

Da bei erhöhten Pegelständen in Flüssen auch das erhöhte Wasservolumen ein Retentionspotential bietet, wird ein im Oberlauf ausgelöstes Hochwasser, je weiter es nach Stunden oder Tagen in den Unterlauf kommt, immer weiter abgeschwächt. Dieser Effekt ist umso stärker, je länger die Fließstrecke ist und je breiter ein eventuell vorhandenes Überschwemmungsgebiet dem Fluss zur Verfügung steht. Durch zunehmende Eindeichung von Flüssen sowie durch Flussbegradigungen in den vergangenen Jahrhunderten wurde das Retentionsvermögen vieler Flüsse herabgesetzt.
Zu unterscheiden ist die gesteuerte von der ungesteuerten Retention. Bei der gesteuerten Retention wird ein Retentionsraum (Polder) gezielt so geflutet, dass der Scheitel der Hochwasserwelle gekappt wird. Die ungesteuerte Retention bezeichnet eine freie Flutung der Retentionsräume (Retentionsflächen). Letzteres ist zwar ökologisch wertvoller, jedoch kann es passieren, dass der Retentionsraum zum Zeitpunkt des Hochwasserscheitels bereits gefüllt ist. Der pegelmindernde Effekt ist daher geringer als bei der gesteuerten Retention.